# Невил Френсис Мот
Невил Френсис Мот (енгл. Nevill Francis Mott, 30. септембар 1905 – 8. август 1996) био је британски физичар, који је 1977. године, добио Нобелову награду за физику „за фундаментална теоријска истраживања електроничке структуре магнетичких и неорганизованих система”.